# Paskašija
Paskašija (cyr. Паскашија) – wieś w Serbii, w okręgu pirockim, w gminie Dimitrovgrad. W 2011 roku liczyła 6 mieszkańców.